# Oscilación del Atlántico Norte

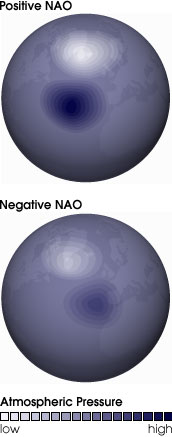
Comparación de los índices NAO.

La oscilación del Atlántico Norte (NAO) es un fenómeno climático en el norte del océano Atlántico, de fluctuaciones en la diferencia de presión atmosférica entre la baja islandesa y la alta de Azores o anticiclón de las Azores. Moviéndose de este a oeste entre la baja de Islandia y la alta de Azores, va controlando la fuerza y dirección de los vientos del oeste y las formaciones tormentosas a través del Atlántico Norte. Tiene una alta correlación con la oscilación ártica.
La NAO se descubre en los 1920s por Sir Gilbert Walker. Siendo similar al fenómeno de El Niño en el océano Pacífico, la NAO es una de las más importantes conductoras de las fluctuaciones climáticas en el Noratlántico y climas húmedos vecinos.

## Descripción

Índices anuales NAO.

Los vientos del oeste atraviesan el Atlántico, trayendo aire húmedo a Europa. En años cuando los vientos del oeste son fuertes, los veranos son frescos, los inviernos suaves, y las lluvias frecuentes. Si colapsan los vientos del oeste, las temperaturas son más extremas tanto en verano como en invierno, produciendo canículas (ola de calor), heladas y lluvias reducidas.
Un sistema de baja presión permanente sobre Islandia (la baja de Islandia) y un sistema de alta presión permanente sobre Azores (el anticiclón de Azores) van a controlar la dirección y la fuerza de los vientos del oeste dentro de Europa. Y sus relativas fuerzas y posiciones de esos dos sistemas varían de año a año, conociéndose tal variación como NAO. 
Una gran diferencia en la presión en las dos estaciones (un índice anual alto, se denota NAO+) hará incrementar los vientos del oeste y, consecuentemente, veranos frescos e inviernos medios y húmedos en Europa Central y en su fachada atlántica. En contraste, si el índice es bajo (NAO-), desaparecen los vientos del oeste, y esas áreas sufren inviernos fríos, y frentes tormentosos del sur hacia el mar Mediterráneo. De tal modo que se incrementa la actividad tormentosa y las lluvias en la Europa del sur y el África del Norte.
Especialmente de noviembre a abril, la NAO es responsable de mucha de la variabilidad del tiempo en la región del Atlántico Norte, afectando los cambios en velocidad y dirección de los vientos, cambios en distribución de temperatura y humedad, y en intensidad, número y traza de tormentas.
Aunque tiene una menor influencia directa que para Europa del oeste, se cree que la NAO tiene un efecto sobre el tiempo en gran parte del este norteamericano. Durante el invierno, cuando el índice es alto (NAO+), las bajas presiones en Islandia provocan una circulación del suroeste más fuerte sobre la mitad este del norte del continente americano, lo que evita el descenso de aire ártico hacia esas regiones. En combinación con El Niño, este efecto puede producir inviernos significativamente más cálidos sobre el noreste de EE. UU. y el sureste de Canadá. Por otra parte, si en invierno el índice es bajo (NAO-), el litoral este y el sureste de EE. UU. pueden sufrir focos de frío invernal superiores a la media asociados con tormentas de nieve y temperaturas bajo cero hasta Florida. En verano, se cree que un fuerte NAO- contribuye a una débil corriente de chorro (Jet Stream) que normalmente arrastra a sistemas zonales hacia la cuenca atlántica, de modo que en combinación genera olas de calor.